# Anthrenoides pinhalensis
Anthrenoides pinhalensis är en biart som beskrevs av Urban 2005. Anthrenoides pinhalensis ingår i släktet Anthrenoides och familjen grävbin. Inga underarter finns listade i Catalogue of Life.